# Demis Volpi
Demis Volpi (* 16. Dezember 1985 in Buenos Aires, Argentinien) ist ein deutsch-argentinischer Choreograph und Opernregisseur.

## Leben

### Allgemeines
Volpi besuchte unter anderem die Canada’s National Ballet School in Toronto und ist Absolvent der Stuttgarter John Cranko Schule. Nach seiner Ausbildung tanzte er im Corps de Ballett am Stuttgarter Ballett. Ab 2006 trat er auch als Choreograph in Erscheinung und schrieb 2013 mit Krabat das erste abendfüllende Handlungsballett als Residenzchoreograph.  Von 2020 bis 2024 war er Ballettdirektor und Chefchoreograf des Balletts der Deutschen Oper am Rhein in Düsseldorf. Im August 2024 trat er die Nachfolge des Intendanten John Neumeier beim Hamburg Ballett an. Volpi arbeitete zudem in den Niederlanden, in Mexiko, Chile, Kanada und den USA.
Im April 2025 wandten sich 36 Tänzer des Hamburg Ballett mit einem Brief an den Hamburger Kultursenator Carsten Brosda und die Öffentlichkeit, in dem sie Demis Volpi fehlende künstlerische und choreographische Fähigkeiten sowie mangelnde Kommunikation und fehlende Wertschätzung gegenüber den Tänzern vorwarfen. Wenig später wandten sich auch 17 Beschäftigte des Balletts der Deutschen Oper am Rhein, an der Volpi bis 2024 choreographiert hatte, an die Öffentlichkeit und berichteten von deckungsgleichen Erfahrungen mit einem toxischen Arbeitsumfeld unter Volpi. Anfang April wurde bekannt, dass infolge der belasteten Arbeitsatmosphäre fünf Solisten des Balletts ihre Verträge nicht verlängern werden. Am 10. Juni 2025 wurde er mit sofortiger Wirkung bis zum Ende der Saison freigestellt.

### Choreographien
(Quelle:)
- 2006: on and on and on.  Noverre-Gesellschaft: Junge Choreografen, Stuttgarter Ballett.
- 2007: spinto. Stuttgarter Ballett.
- 2007: swish. Noverre-Gesellschaft: Junge Choreografen, Stuttgarter Ballett.
- 2008: palpable leers. Noverre-Gesellschaft: Junge Choreografen, Stuttgarter Ballett.
- 2009: The Broadway Baby. (Zusammenarbeit mit Bridget Breiner)
- 2009: from me to you. Noverre-Gesellschaft. Junge Choreografen, Stuttgarter Ballett.
- 2010: Big Blur. Stuttgarter Ballett.
- 2010: Der Zauberlehrling, Ballett des Badischen Staatstheaters Karlsruhe.
- 2010: Der Karneval der Tiere. Opernhaus Stuttgart.
- 2011: Little Monsters. The National Ballet of Canada.
- 2011: Capricen.  Ballett des Badischen Staatstheaters Karlsruhe.
- 2011: Private Light. American Ballet Theatre, Bard College.
- 2011: Fingerspitzengefühl. Stuttgarter Ballett.
- 2012: Hypnotic Poison. Ballett Augsburg.
- 2012: Spaceman. Ballett de Santiago de Chile.
- 2012: Allure. Stuttgarter Ballett.
- 2013: Krabat. Stuttgarter Ballett.
- 2013: Jam Session – on Tour. Ballett im Revier, Gelsenkirchen.
- 2014: self-portrait of a woman. Stadttheater Aschaffenburg
- 2014: Aftermath. Stuttgarter Ballett.
- 2014: Elēģija. Lettisches Nationalballett Riga.
- 2014: Chalkboard Memories. National Ballet School Toronto.
- 2014: Quasi una fantasia. Ballet de Santiago de Chile.
- 2014: Aus Ihrer Zeit. Badischen Staatstheater Karlsruhe.
- 2015: Ebony Concerto. Ballett Dortmund.
- 2015: Die Geschichte vom Soldaten. Stuttgarter Ballett.
- 2015: of the People. National Ballet School Toronto.
- 2015: Flair. Duett für Alessandra Ferri und Herman Cornejo.
- 2016. Der Nussknacker: Königliches Ballett Flandern.
- 2016: Salome. Stuttgarter Ballett.
- 2017: Der Tod in Venedig. Oper Stuttgart.
- 2018: Le sacre du printemps. Compañía Nacional de Danza de México.
- 2018: König und König. Compañía Nacional de Danza de México.
- 2018: the little match girl passion. Koproduktion des Bundesjugendballetts.
- 2020: de la Mancha. Ballett am Rhein.
- 2020: Look for the Silver Lining. Ballett am Rhein.
- 2020: A simple Piece. Ballett am Rhein.
- 2021: Geschlossene Spiele. Ballett am Rhein.
- 2022: Sanguinic: con brio. Ballett am Rhein.
- 2023: The thing with feathers. Ballett am Rhein.
- 2023: Giselle. Ballett am Rhein.
- 2024: Non-Fiction Études. Ballett am Rhein.
- 2024: Surrogate Cities. Ballett am Rhein.

### Auszeichnungen
Demis Volpi wurde mit zahlreichen Auszeichnungen geehrt, darunter dem Premio Konex, dem Erik Bruhn Preis, dem „Deutschen Tanzpreis Zukunft“ des Aalto Theaters in Essen sowie als Nachwuchskünstler des Jahres 2017 der Zeitschrift Opernwelt. Darüber hinaus war er für den Prix Benois de la Danse und die International Opera Awards nominiert.